# نيستا هيلين وبستر
نيستا هيلين وبستر (بالإنجليزية: Nesta Helen Webster) (و. 1876 – 1960 م) هي كاتبة من المملكة المتحدة .

## التعليم
تعلمت في Westfield College